# El animal más peligroso del mundo

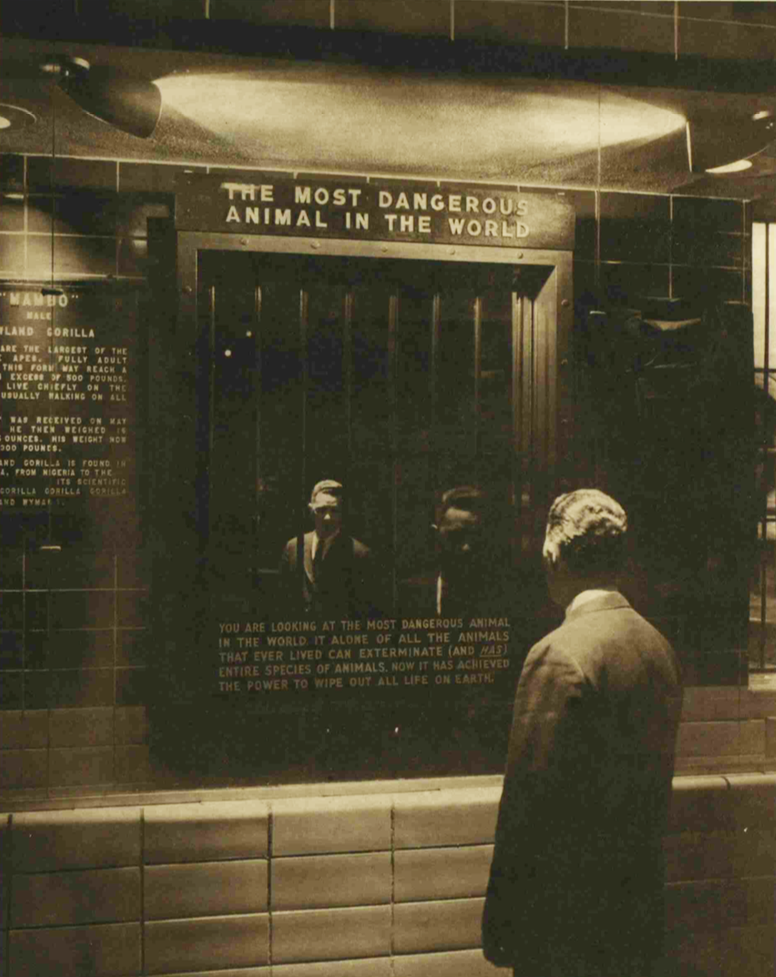
El animal más peligroso del mundo, exhibición en el zoológico del Bronx (1963)

El animal más peligroso del mundo fue una exhibición de 1963 en el Zoológico del Bronx en el Bronx, un distrito de la ciudad de Nueva York. Presentaba un espejo y un texto que describía los peligros que los humanos representan para la vida en la tierra. En 1968, la exhibición se duplicó en el Brookfield Zoo de Chicago .

## Historia
La exhibición "El animal más peligroso del mundo" se estrenó en el Zoológico del Bronx el 26 de abril de 1963.  La historia sobre la exhibición fue recogida y reimpresa en todo Estados Unidos. En 1963, la exposición también se informó en The Illustrated London News. También había una fotografía adjunta cortesía de la Sociedad Zoológica de Nueva York. La exhibición se instaló en la Casa de los Grandes Simios.

## Anexo
Las palabras: "El animal más peligroso del mundo" estaban impresas en rojo encima de una jaula. Detrás de los barrotes de la jaula, había un espejo. La exhibición permitió a los visitantes humanos mirar dentro de la jaula y ver su reflejo, marcándolos como "los más peligrosos". Según los informes, la exhibición en el zoológico del Bronx todavía estaba allí en 1981.
En 1963, se le preguntó al curador de mamíferos del Zoológico del Bronx sobre las reacciones de los visitantes ante la exhibición. Él dijo: "Ellos lo toman de la manera que queremos que lo hagan. Hace que se detengan y piensen".
El texto original debajo de la exhibición decía:

## Recepción
En 1963, el Corpus Christi Times lo llamó una "exhibición sorprendente" y dijo que "detiene a los visitantes en seco". The Illustrated London News dijo que lo que la gente veía en el espejo era "sin duda, el animal más peligroso del mundo". "Y hay una verdad considerable en esta declaración simple pero efectiva que se hace". En 1989, The Morning Call de Allentown, Pensilvania, se refirió a la exhibición como un viaje de culpa.

## Legado
En 1968, el zoológico de Brookfield en Chicago tenía una exhibición similar que decía: "La criatura más peligrosa de la tierra es el hombre, que se destruye a sí mismo y ha causado la extinción de más de 100 especies de animales".   Una versión del letrero aparece en el zoológico que aparece en la novela Life of Pi de Yann Martel de 2001.